# 2 Long
2 Long – singel Andrzeja „Piaska” Piasecznego, pochodzący z płyty o tym samym tytule, wydany 19 kwietnia 2001 przez wytwórnię Zic Zac. Piosenkę napisał Piaseczny we współpracy z Robertem Chojnackim. Piosenka powstała w dwóch wersjach językowych: po polsku („Z kimś takim”) i angielskim, a tłumaczeniem tekstu zajął się John Porter.
Do piosenki powstał oficjalny teledysk, który wyreżyserował Piotr Rzepliński. 
Utwór został napisany na potrzeby 46. Konkursu Piosenki Eurowizji, w którym Piaseczny wystartował w 2001. Początkowo ogłoszono udział z polskojęzyczną wersją piosenki, 28 marca TVP ogłosiła, że w konkursie zostanie zaprezentowana jej anglojęzyczna wersja. Piaseczny został tym samym pierwszym reprezentantem Polski, który wykonał na Eurowizji piosenkę w innym języku, niż narodowy).

Niektórzy się oburzają, twierdząc, że Polacy nie gęsi i swój język mają. Niemniej w telewizji zdecydowano, abym zaśpiewał w Kopenhadze po angielsku. Jest w tym zimna kalkulacja – ten język jest zrozumiały w całej Europie. Śpiewanie po polsku jest odbierane w Europie jak śpiewanie po węgiersku. Piosenkę nagrałem w polskiej i angielskiej wersji językowej.

12 maja 2001 Piaseczny wykonał utwór w finale konkursu, w którym uplasował się na 20. miejscu na 23 uczestniczących państw.